# NGC 4535
NGC 4535 هي مجرة حلزونية تبعد حوالي 54 مليون سنة ضوئية تقع في كوكبة العذراء. وهو عضو في عنقود العذراء المجري ويقع 4.3 ° من مسييه 87. وتميل المجرة NGC 4535 بزاوية 43 درجة إلى خط الأفق من الأرض.
خلال عام 1999 استخدم تليسكوب هابل الفضائي لمراقبة النجوم المتغيرة في NGC 4535. وأدت علاقة التألق بين هذه الأجسام إلى معامل مسافة قدره 31.02 ± 0.26. وهذا يتوافق مع تقدير المسافة المادية 52.2 ± 6.2 Mly (16.0 ± 1.9) Mpc، وهو ما يتفق مع تقديرات المسافة لأعضاء آخرين من مجموعة العذراء.

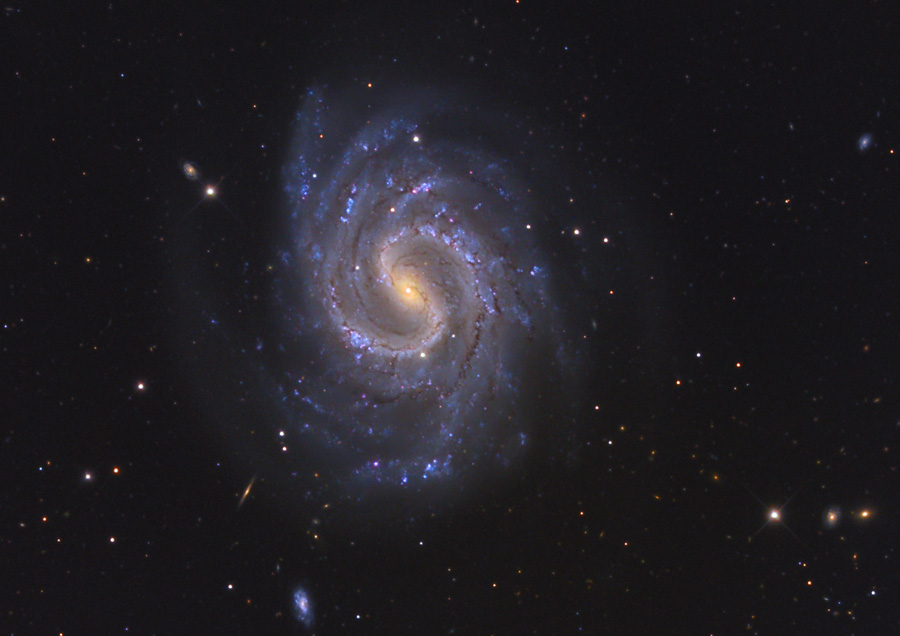
NGC 4535 - 24-inch

## وصلات خارجية
- NGC 4535 على موقع ويكي سكاي: DSS2, SDSS, GALEX, IRAS, Hydrogen α, X-Ray, Astrophoto, Sky Map, Articles and images